# Morena (песня)
Morena (также известна как Morena My Love) — песня румынского продюсера Тома Боксера и певицы Антонии с его третьего одноимённого студийного альбома и её второго альбома This Is Antonia (2015). Написанная и спродюсированная Боксером, песня вышла в октябре 2009 года. Боксер придумал песню в Греции, ожидая своего заказа в ресторан. Музыкальный критик из румынского журнала Viva похвалил «Morena» за броскость и простую структуру. Песня также получила награду в категории «Лучший танец» на церемонии вручения наград Romanian Music Awards 2010 года.
Музыкальное видео было выпущено 19 февраля 2010 года, по его сюжету после своего выступления в баре Антония целовалась с женщиной. Клип вызвал споры из-за демонстрации лесбийской тематики, но получил широкое распространение в Румынии и Польше. «Morena» исполнялась несколько раз, в том числе на болгарском X Factor в 2011 году. Из-за беременности певицы на нескольких концертах Антонию заменяли другие певицы. Сингл занял второе место в румынском Top 100 и попадал в десятку лучших в болгарских, венгерских и польских чартах.

## Предыстория
Румынский продюсер Том Боксер и певица Антония познакомились в 2008 году, впоследствии выпустив сингл «Roses on Fire» в 2009 году, добившись успеха в Румынии. В октябре того же года они выпустили ещё один сингл «Morena», также известный как «Morena My Love».
В интервью Musichat.ro Боксер рассказывал, что придумал песню во время отпуска в Греции, ожидая в ресторане прибытия своего греческого салата. «Скучая», он записал свои идеи в виде демо на свой мобильный телефон. В конце концов, он пригласил Антонию в свою студию и использовал её первую попытку записи для финальной версии трека.

## Релиз
В конечном итоге трек стал доступен для цифровой загрузки в 2011 году в США, Великобритании и нескольких европейских странах. Позже он также был включен в третий одноимённый студийный альбом Boxer (2010 г.) и в первый студийный альбом Антонии This Is Antonia (2015 г.).

## Чарты
| Чарт (2010—2011)                   | Наивысшее место |
| ---------------------------------- | --------------- |
| Болгария (BAMP)                    | 1               |
| СНГ (TopHit)                       | 50              |
| Греция (IFPI Greece)               | 69              |
| Венгрия (Dance Top 40)             | 8               |
| Израиль (Media Forest)             | 20              |
| Радиочарт Польши (ZPAV)            | 1               |
| Польша (Dance Top 50)              | 2               |
| Телечарт Польши (ZPAV)             | 1               |
| Румыния (Romanian Top 100)         | 2               |
| Romania Radio Songs (Media Forest) | 1               |
| Romania TV Airplay (Media Forest)  | 8               |

| Чарт (2010)                | Наивысшее место  |
| -------------------------- | ---------------- |
| Румыния (Romanian Top 100) | 19               |
| Румыния (Media Forest)     | 10               |
| Чарт (2011)                | Наивысшее местго |
| Румыния (Media Forest)     | 91               |

## Релиз
| Страна         | Дата              | Формат(ы)            | Лейбл   |
| -------------- | ----------------- | -------------------- | ------- |
| Румыния        | октябрь 2009 г.   | N/A                  | N/A     |
| United States  | 11 января 2011 г. | Цифровая дистрибуция | Radikal |
| United States  | 2011 г.           | CD-сингл             | Radikal |
| United Kingdom | 12 июня 2011 г.   | Цифровая дистрибуция | AATW    |
| Другие страны  | 2 ноября 2011 г.  | Цифровая дистрибуция | Radikal |